# Christian Gottlieb Seydlitz
Christian Gottlieb Seydlitz (auch: Christoph Gottlob Seidlitz oder Christianus Theophilus Seydlitius; * 18. Oktober 1730 in Meerane; † 5. Januar 1808 in Leipzig) war ein deutscher Physiker und Logiker.

## Leben
Christian Gottlieb Seydlitz war der Sohn des Apothekers Georg Gottlieb Seydlitz und dessen Frau Eva Dorothea (geb. Friderici), der Tochter eines Orgelbauers. Nach Abschluss des Gymnasiums in Gera nahm er das Studium an der Universität Leipzig auf. Hier erwarb er 1754 den akademischen Grad eines Magisters. 1767 erwarb er an der theologischen Fakultät den Grad eines Baccalaureus. Im selben Jahr wurde er als Nachfolger von Johann Christoph Gottsched Professor der Logik und Metaphysik. In diesem Amt blieb er bis zu seinem Lebensende und beteiligte sich auch während dieser Zeit an den organisatorischen Aufgaben der Leipziger Hochschule. So war er mehrfach Dekan der philosophischen Fakultät gewesen und im Wintersemester 1777 Rektor der Alma Mater.
Er gehörte seit 1782 der Leipziger Freimaurerloge Minerva zu den drei Palmen an.

## Werke
- Diss. de conjunctione rerum morali. Teil 1 Leipzig 1757, 2. Teil 1767
- Progr. Virtutem voluptuariam disputat, atque ad orationem [aditialem] ... invitat .... Leipzig 1762
- Progr. de difficultatibus quibusdam cognoscendae veritatis. Leipzig 1763, 1776
- Tract. de moralitate actionum liberarum, tam objectiva, quam subjectiva. 1763
- Tract. philos. de moralitate actionum liberarum. Leipzig 1765
- Progr. de ea, quam cel. Huius de libertatis et necessitatis natura tuetur, sentia. Leipzig 1772
- Progr. de metaphysices digitate. Leipzig 1774
- Ueber die Untersuchung des wahren und irrigen. Leipzig 1778, 1787
- Epistola ad Commilitones de spuria sentiendi licentia, in religione potissimum, inter ipsos etiam grassante theologos. 1778
- De dubitatione. 1784
- De fontibus moralitatis 1784
- De causis dissensionum in rebus metaphysicis.